# NGC 5944
NGC 5944 is een spiraalvormig sterrenstelsel in het sterrenbeeld Slang. Het hemelobject werd op 19 april 1887 ontdekt door de Amerikaanse astronoom Lewis A. Swift.

## Synoniemen
- MCG 1-40-4
- ZWG 50.13
- HCG 76A
- PGC 55321